# チャーリー・ウォード
チャーリー・ウォード・ジュニア（Charlie Ward Jr.　1970年10月12日 - ）はアメリカ合衆国の元バスケットボール選手。ジョージア州トーマスヴィル出身。NBAのニューヨーク・ニックスなどで活躍した。フロリダ州立大学出身。

## 経歴
フロリダ州立大学時代の1993年にはアメリカンフットボールのクォーターバック（QB）としてパス成功率69.5%、3,032ヤードを獲得、27タッチダウンに対してインターセプトわずか4回の活躍でハイズマン賞を受賞した。また翌年1月のオレンジボウルでは、ネブラスカ大学を破り、全米1位へと大学を導いている。バスケットボールでもNCAAトーナメントでもチームをベスト4に導いた。1試合9スティール、通算236スティールの大学記録と、歴代6位の396アシストを記録している。
アメリカンフットボール界のスーパースターだったが、当時のトレーナーのアメフトよりバスケの方が選手寿命が長いとの説得を受けバスケに転向。速攻時の距離の長いパスはタッチダウンパスそのものだった。
1994年のNBAドラフト1巡目26位でニューヨーク・ニックスから指名を受け入団。大学時代、野球をやっていなかったが、大リーグのドラフトでミルウォーキー・ブルワーズや、ニューヨーク・ヤンキースから指名された。
努力家であり長距離シュート、ディフェンスの向上に積極的に取り組み、数少ないニックス生え抜きとして、ニューヨーク・ニックスを長い間支え続けた。1998年にはオールスターのスリーポイントコンテストに選出された。
1999年にはサンアントニオ・スパーズとのNBAファイナルへニックスを導く活躍をした。
その後は、2000-01シーズン途中からマーク・ジャクソン、ジャクソン移籍後はハワード・アイズリーに先発の座を奪われ、ベンチから出場する機会が増えた。2003-04シーズン途中にステフォン・マーブリーら交換でフェニックス・サンズに放出された後に解雇され、残りのシーズンはサンアントニオ・スパーズで過ごした。
2004-05シーズン8月、ニックス時代の監督ジェフ・ヴァン・ガンディが率いるヒューストン・ロケッツと契約しプレイした。シーズン終了後、選手引退を表明し、翌シーズンはロケッツのアシスタントコーチを務めた。
2008年1月、高校のバスケットボールコーチに就任した。

## 受賞歴
- ジェームスサリバン賞（1993）
- ハイズマントロフィー（1993）
- ジョニー・ユナイタス賞（1993）
- 全米カレッジフットボールの殿堂入り（2006）